# Churchill, Manitoba
Churchill (Inuitspråk: Kuugjuaq), i den kanadensiska provinsen Manitoba, är ett samhälle vid Churchillflodens mynning i Hudson Bay. Samhället ligger närmare 1 600 kilometer från Manitobas huvudstad Winnipeg och har ett subarktiskt klimat med långa och mycket kalla vintrar och korta svala somrar. Folkmängden uppgår till 899 invånare (2016), orten är belägen fem meter över havet och i tidszonen UTC-6. Samhället bildar en småstad (town) och är en viktig spannmålshamn. Det har även en liten flygplats.
Samhället är mest känt för att en population om 900–1000 isbjörnar återfinns i området under hösten, vilket har gett det smeknamnet Världens isbjörnshuvudstad, och den turistverksamhet som bedrivs för att observera dessa är ortens största näringsgren.

## Historia
Churchills historia går tillbaka till Fort Churchill, ett handelsfaktori som Hudson Bay-kompaniet anlade vid Churchillflodens mynning. Det nuvarande samhället har sitt ursprung i den exporthamn som här byggdes efter första världskriget. Järnvägsförbindelsen med dess produktionsområde, den veteodlande prärien, blev dock klar först 1929.

## Bilder

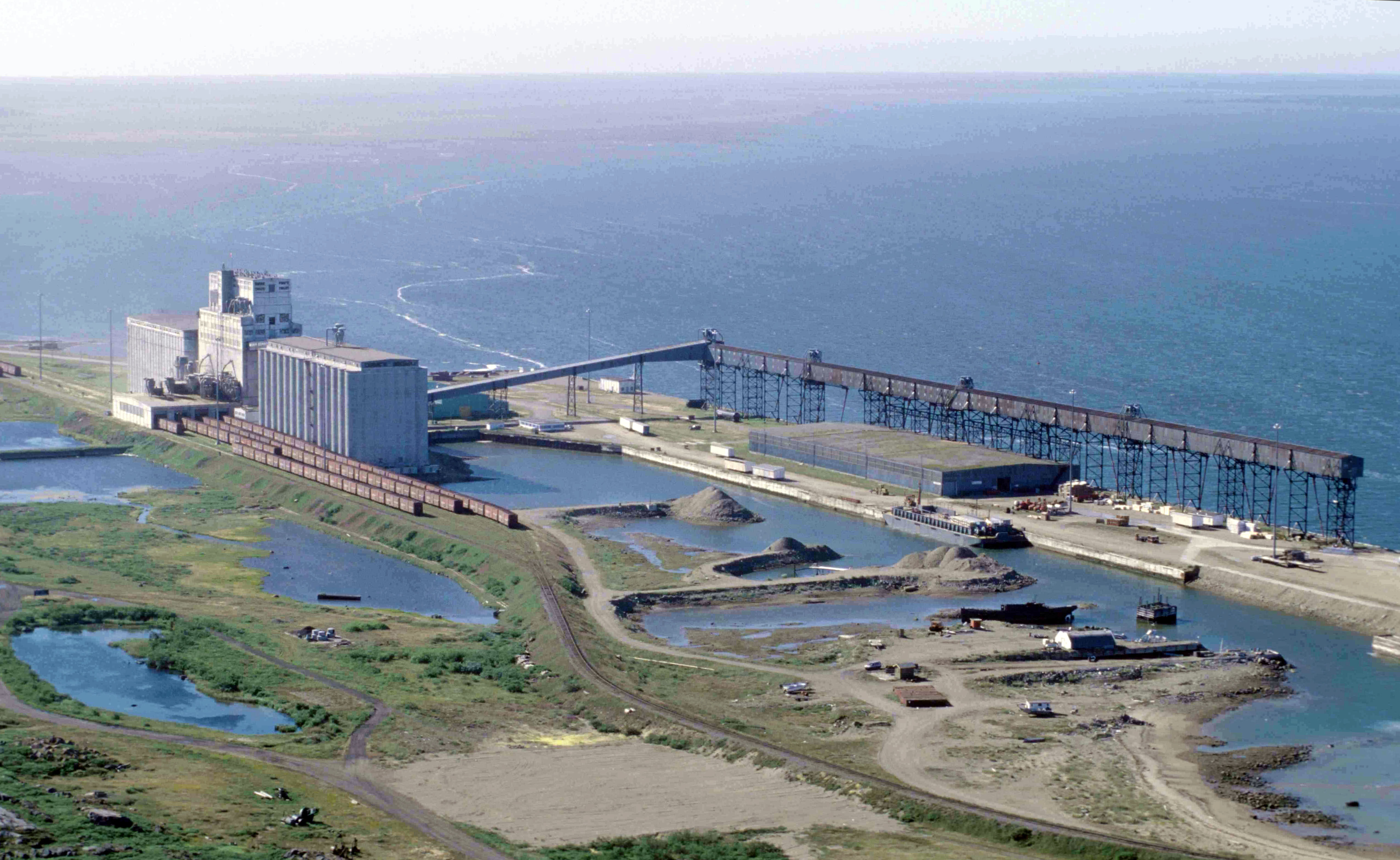
Hamnen med spannmålssilos.
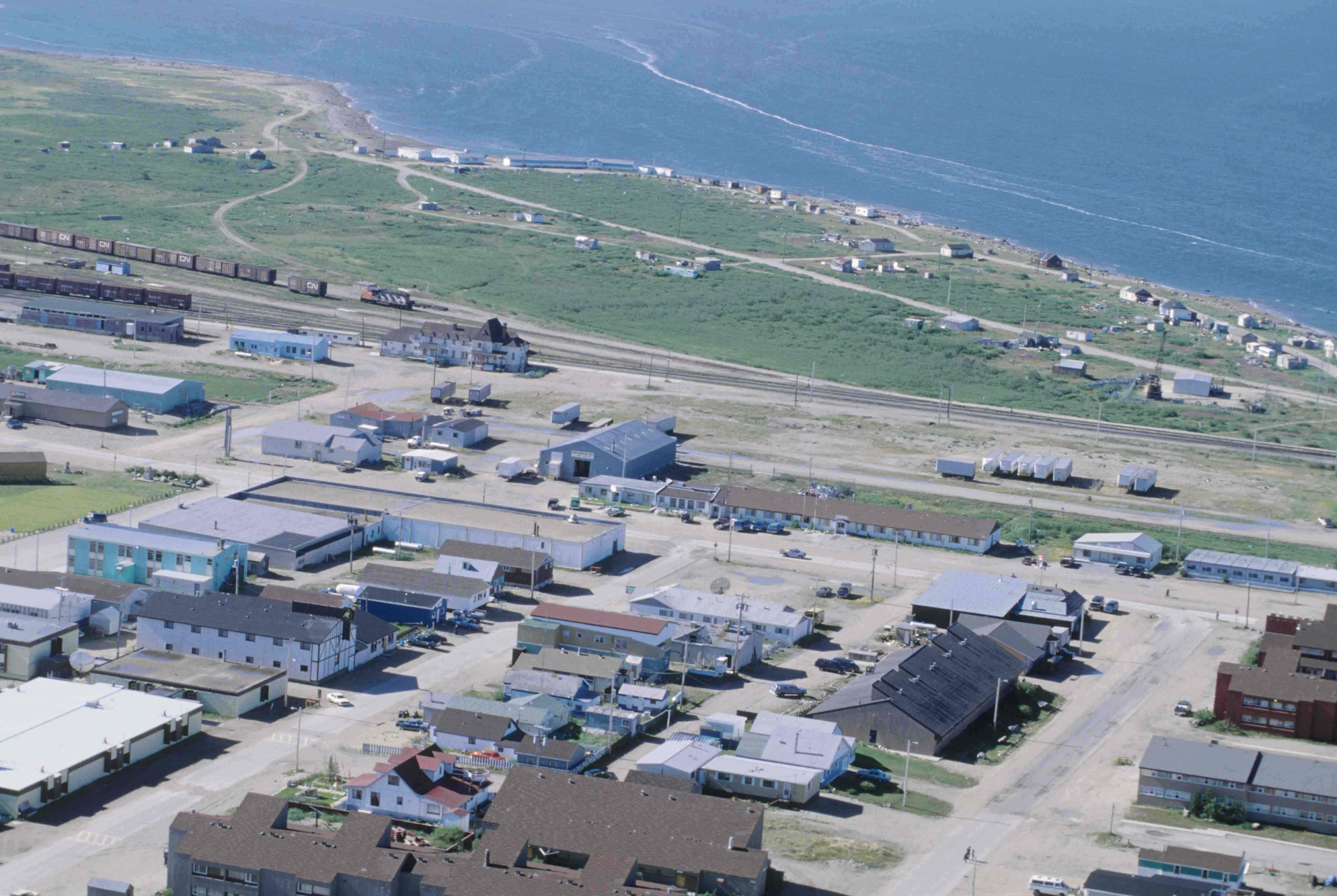
De västra delarna av samhället på sommaren. I bakgrunden syns järnvägsstationen och bortom den The Flats, bostäder för inuiter.
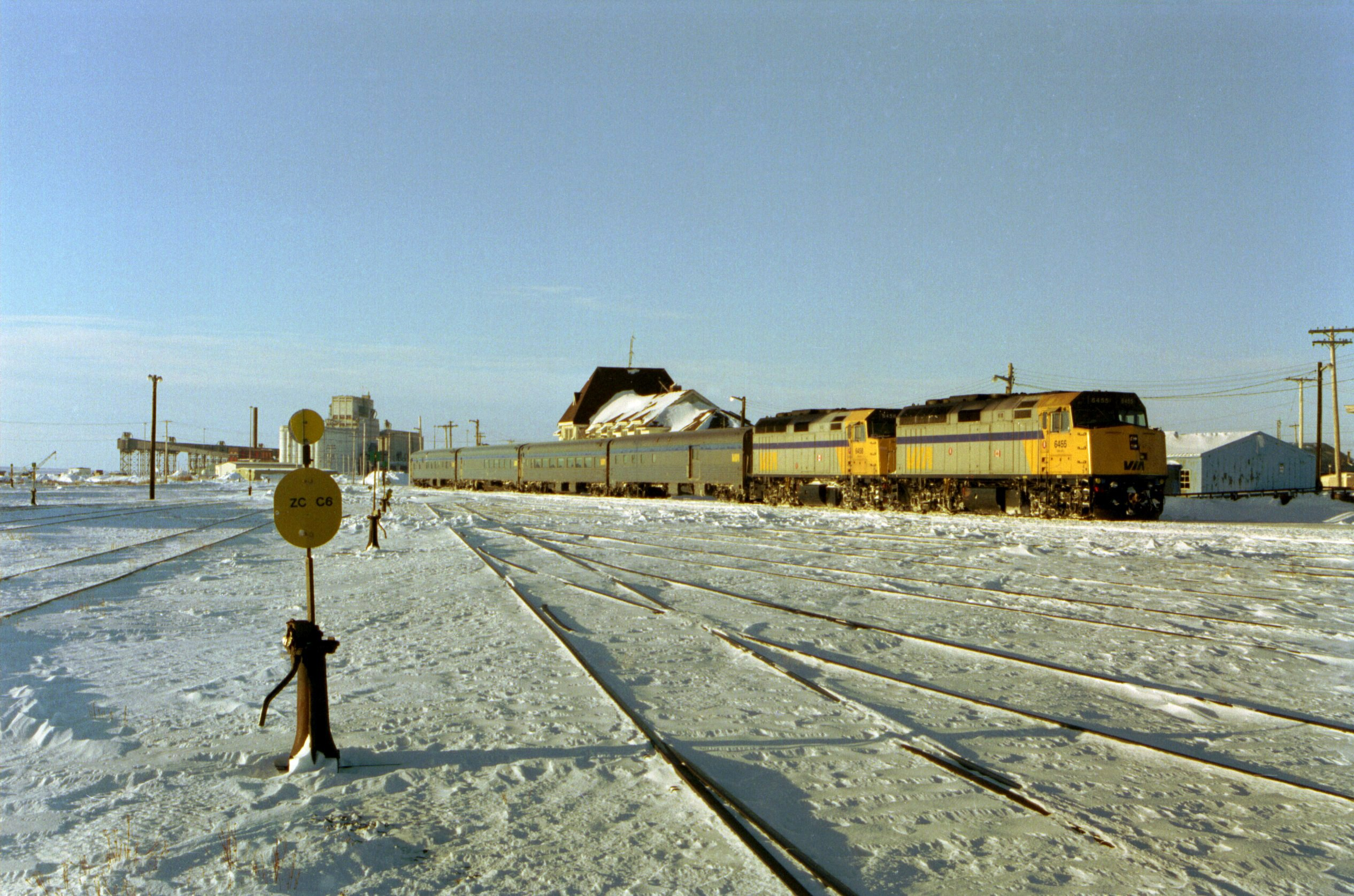
Järnvägsstationen på vintern.
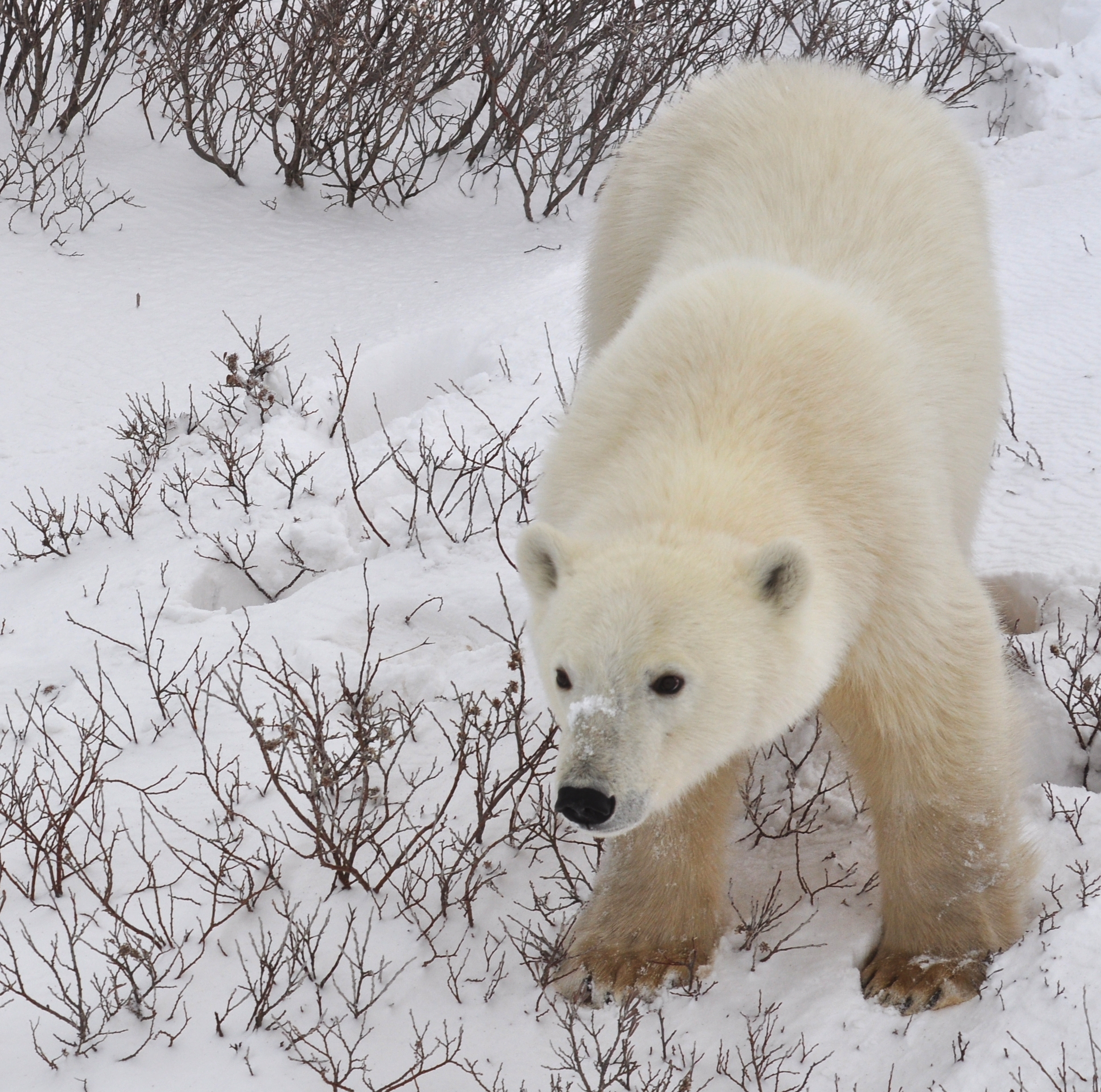
Säsongsvis finns fler isbjörnar än bofasta människor i Churchill-trakten.

### Fotnoter
1. ↑  Issenman, Betty. Sinews of Survival: The living legacy of Inuit clothing. UBC Press, 1997. pp252-254
2. ↑  "Polar bears", Everything Churchill 2014, läst 2017-10-16.